# 오다 테츠로
오다 테츠로(일본어: 織田 哲郎 おだ てつろう[*], 1958년 3월 11일 ~ )는 일본의 작곡가이자 음악 프로듀서, 싱어송라이터이다.
1983년 솔로 가수로도 데뷔하였다. 1992년 오츠카 제약 포카리 스웨트 광고 음악으로 사용된 싱글 〈언제까지나 변치 않는 사랑을〉(いつまでも変わらぬ愛を)이 오리콘 싱글 차트 1위를 기록하며 솔로 가수로도 성공을 거두었다.